# Civitacampomarano
Civitacampomarano é uma comuna italiana da região do Molise, província de Campobasso, com cerca de 676 habitantes. Estende-se por uma área de 38 km², tendo uma densidade populacional de 18 hab/km². Faz fronteira com Castelbottaccio, Castelmauro, Guardialfiera, Lucito, Lupara, Trivento.

## Demografia
| Variação demográfica do município entre 1861 e 2011                               |
|                                                                                   |
| Fonte: Istituto Nazionale di Statistica (ISTAT) - Elaboração gráfica da Wikipedia |